# Ambrumesnil
Ambrumesnil är en kommun i departementet Seine-Maritime i regionen Normandie i norra Frankrike. Kommunen ligger i kantonen Offranville som tillhör arrondissementet Dieppe. År 2022 hade Ambrumesnil 504 invånare.

## Befolkningsutveckling
Antalet invånare i kommunen Ambrumesnil
| Referens: INSEE |